# 윌리엄 H. 카니
윌리엄 하비 카니(William Harvey Carney, 1842년 3월 28일 ~ 1908년 3월 20일)는 남북 전쟁에서 싸운 군인으로 아프리카계 미국인 처음으로 미국 의회 명예 훈장이 수여되었다.  노예로 태어난 그는 이후 남북 전쟁에서 매사추세츠 54 연대에 입대하였다.  그의 연대가 사우스캐롤라이나주에 있는 남군 보유의 와그너 요새에서 난간의 문장을 얻으면서 카니는 일찍이 유색 인종 기수들이 떨어진 후 미국의 깃발을 들었다.  그는 요새로 깃발을 들어 자신을 둘러싼 남성들을 집결하고 영감을 주었다.  자신의 부상에 불구하고, 그는 "얘들아, 난 나의 임무를 한 것 뿐이다; 낡은 깃발은 절대 땅에 닿지 않는다."라고 말했다.

## 어린 시절
버지니아주 노퍽에서 태어났다.  그의 부친 윌리엄 카니 1세는 지하철도에 노예화를 달아났다.  카니 1세는 자신의 가족의 자유를 사기 위하여 자신이 일을 하고 돈을 모았던 매사추세츠주에 정착하였다.  1850년대 후반 이제 자유의 몸이 된 카니 가족은 뉴베드퍼드로 이주하였다.  카니는 자신이 읽고 쓰는 것을 배운 수업을 들었다.  자신이 사역 참여에 대한 관심을 보였을 때 그는 미국 육군에 복무하는 데 요청으로서 남북 전쟁의 시작을 보았다.  카니는 "국가가 모든 사람을 부를 때 난 최고로 나의 하나님을 섬기고, 나의 국가와 나의 억압을 받은 형제들을 섬길 수 있었다."는 것을 언급하였다.

## 남북 전쟁

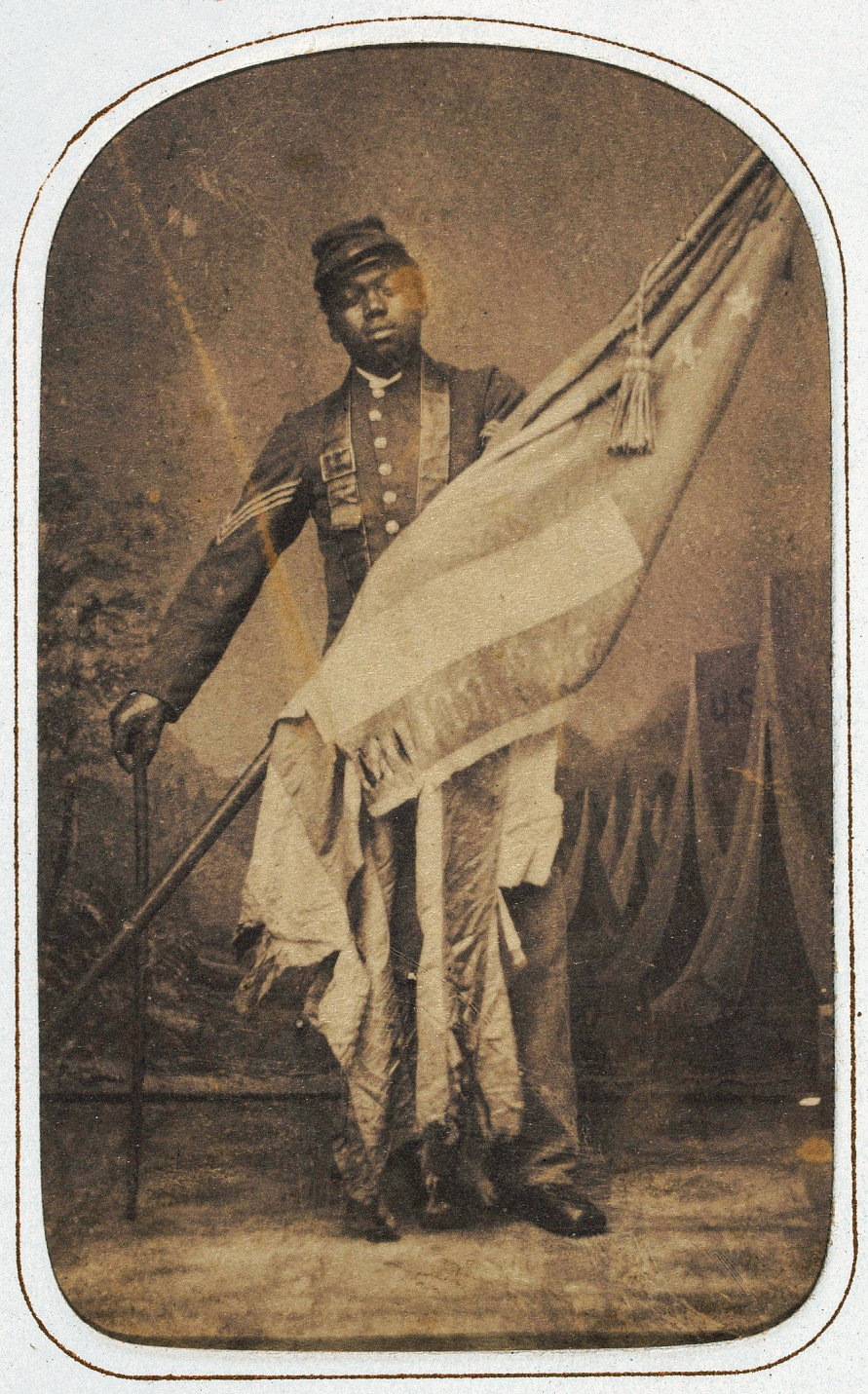
1864년 경의 카니

1863년 1월 1일 노예 해방 선언의 통과 후 매사추세츠 54 연대가 형성되었다.  매사추세츠주지사 존 앤드루는 전흑인 지원군 연대의 결성을 이끌었다.  노예제를 끝내는 도움을 구한 노예 폐지론자들은 군인 모집 노력의 지도자들이 되었다.  너무 많은 남성들이 육군에 복무하는 데 지원했기 때문에 2개의 연대들 - 매사추세츠 54 연대와 55 연대가 창조되었다.  백인 사령관들이 흑인 지원병들을 지도하고 훈련시켰다.  5월 훈련을 완료한 후, 그들은 전쟁에 참여하기 위하여 출발하였다.
54 연대는 그들이 마을을 습격하라는 명령을 받은 조지아주 대리언에 배치되었다.  그들의 장교들은 54 연대의 이용을 싸우기 보다는 약탈하거나 불태우는 것으로 비판하였다.  하지만, 연대는 곧 7월 16일 사우스캐롤라이나주 제임스아일랜드에서 자신들의 첫 전투에 참여하였다.  와그너 요새 전투가 이틀 후에 이어졌다.  로버트 굴드 쇼 대령의 지휘하에 54 연대는 7월 18일의 저녁에 요새에 행군한 5,000명의 북군을 지도하였다.  요새에서 1800명의 남군이 공격을 준비하였다.  북군의 함대는 그들의 방어력을 약화시키기 위해 하루를 통하여 대포 발사와 함께 요새를 폭행하였다.  54 연대가 요새에 도착했을 때 남군은 그들에게 총격을 가했다.  쇼는 연대의 진보를 조정하고 해자를 지나 요새로 이어지는 비탈길을 올라갔다.
전투가 격렬해지면서 쇼는 살해 되었으나 그의 연대는 지속적으로 싸웠다.  54 연대는 자신들의 600명의 군인들 중에 280명이 살해 되고, 상처를 입고, 포로 혹은 실종되면서 많은 사상자를 냈다.  더욱 많은 북군들이 몇시간 동안 지속된 전투에서 지속적으로 싸웠다.  결국적으로 북군은 전투로부터 강제로 철수하여 그 자리에서 남군의 보유를 중단할 수 없었다.  54 연대의 활동들은 더 많은 흑인 남성들이 입대하도록 영감을 주었다.
와그너 요새 전투가 열린 동안 카니는 중상을 입었다.  아직 그는 이전의 유색 인종 기수들이 떨어진 후, 미국의 깃발을 구했다.  카니는 "나는 나의 총을 던져버렸고, 색을 잡았고 기둥의 머리로 가는 길을 만들었다."면서 "난 나의 임무를 한 것 뿐이다; 낡은 깃발은 절대 땅에 닿지 않는다."고 선포하였다.  이 활동은 미국 육군의 군인들로서 자신들의 역할에 54 연대가 가져간 자부심을 보여주었고, 흑인 군인들의 용감과 군사 실력을 보였다.  자신의 부상의 이유로 카니는 1864년 퇴역하였고 매사추세츠주로 돌아왔다.  54 연대는 남은 전쟁 동안 지속적으로 싸워 사우스캐롤라이나주와 플로리다주에서 복무하였다.

## 전쟁 이후
1890년대 동안 남북 전쟁 25 주년 축제들이 미국 군인들의 영웅적 행위에서 관심을 증가시켰다.  이 일은 미국 의회 명예 훈장의 유입으로 이끌었다.  1897년 윌리엄 매킨리 대통령은 명예 훈장을 수여하기 위하여 규정을 검토하기 위해 육군에 의문하였다.  그들의 검토 후에, 육군은 상을 보증하기 위해 훈장 수상자들이 용감함과 대담함을 보여야 한다는 것을 결정하였다.  자신의 용맹으로 카니는 1900년 5월 23일 시어도어 루스벨트 대통령에 의하여 미국 의회 명예 훈장이 수여되었다.  이 상은 명예 훈장의 공로를 인정하는 데 아프리카계 미국인에 의한 첫 행동으로서 1863년 7월 18일 와그너 요새에서 카니의 노력을 표시하였다.
고향으로 돌아온 후, 카니는 수재너 윌리엄스에게 결혼하여 슬하 1녀를 두었다.  그는 이후에 뉴베드퍼드에서 첫 흑인 우편 배달부이자 미국 우정청에서 첫 문서화된 흑인 우편 배달부가 되었다.  미국 우정청으로부터 퇴직한 후, 그는 매사추세츠주 하원에서 사자(使者)를 지냈다.
그는 1908년 12월 9일 뉴베드퍼드에서 사망하여 오크 그로브 묘지에 안장되었다.  그의 추억은 북군에 복무한 흑인 군인들의 용기와 용맹의 표상으로 산다.
영화 《영광의 깃발》에서 모건 프리먼이 역을 맡은 존 롤린스 원사는 카니에 기초를 두었다.

## 같이 보기
- 매사추세츠 54 연대
- 로버트 굴드 쇼
- 와그너 요새 전투
- 《영광의 깃발》